# Caenohalictus turquesa
Caenohalictus turquesa is een vliesvleugelig insect uit de familie Halictidae. De wetenschappelijke naam van de soort is voor het eerst geldig gepubliceerd in 2000 door Rojas & Toro.